# 나경보
나경보(羅耿甫, 1984년 11월 15일 ~ )는 대한민국의 전직 스타크래프트 프로게이머이다. 종족은 저그.

## 개요
2000년 SouL의 창단 멤버였으며 조용호, 박상익, 변은종 등과 함께 당시 전통의 저그강호로 평가받던 SouL의 저그(‘소울저그’) 중 하나였다. 상대편의 병력이 본진을 비웠을 때 치는 ‘빈집털이’ 전술에 능하여 ‘도둑저그’라는 별명을 가지고 있었다.
그러나 2004년 반복되는 실적부진으로 SouL에서 방출되었다. 이후 SK텔레콤 T1에서 같은 이유로 방출된 김현진과 함께 2005년 상반기 드래프트에 참가, 헥사트론 드림팀(이스트로)의 4차 지명으로 입단하였다.
그리고 입단한지 6개월만인 2005년 하반기에 은퇴하였다.

## 수상 경력
- 2000년 제1회 코넷배 동상 , 제1회 GGL 우승
- 2000년 제1회 종별선수권대회 준우승
- 2000년 제2회 메가페스배 CGGL 준우승 (팀리그)
- 2000년 제1회 2000 Korea e-Sports Championship 준우승
- 2000년 제1회 안산폐스티발2000 준우승
- 2000년 제1회 쉐르파배 4위
- 2000년 PSB 사이버 게임 그랑프리(CCGL) 우승
- 2001년 2001 KPGA 10월 투어 준우승 (나경보 1:3 이태우)
- 2001년 GGL 1기 대회 우승
- 2002년 2002 KPGA TOUR 2차 리그 16강
- 2002년 네이트배 온게임넷 스타리그 8강
- 2003년 GhemTV 스타리그 3차 16강
- 2004년 센게임 MSL MSL 16강

## 트리비아
- 《생방송 PC방》 등 당시 온게임넷에서 방영하던 시청자 참여 게임 프로그램을 진행한 바 있다. (요일별로 강도경, 전태규, 장진남, 장진수와 돌아가며 진행.)